# Chaitén
Chaitén är en stad i regionen Los Lagos i södra Chile och tidigare provinshuvudstad i provinsen Palena. Staden är belägen vid mynningen av Yelchofloden vid Corcovadoviken östra strand. Staden förstördes till stora delar i maj 2008 efter att vulkanen Chaitén fått ett kraftigt utbrott som täckte staden med aska och orsakade att floden svämmade över och fick en ny sträckning rakt igenom bebyggelsen. Idag är Chaitén övergivet och en ny stad har börjat byggas 10 kilometer bort.

## Geografi och kommunikationer
Chaitén är beläget i regionen Los Lagos som omger den stora Corcovadoviken som skiljer det chilenska fastlandet från den över 8000 km² stora ön Chiloé som utgör regionens västliga del. Vid den norra stranden av viken ligger provinshuvudstaden Puerto Montt. Söder om Puerto Montt börjar det svårtillgängliga bergs- och fjordlandskap som sträcker sig längs hela den chilenska kusten söder om Puerto Montt. Området söder om Puerto Montt saknade tidigare vägförbindelser med resten av Chile och kommunikationerna skedde med färjor som trafikerade kuststäder som Chaitén eller med vägförbindelser över gränsen till Argentina.

## Historia
Chaitén saknade långt in på 1970-talet vägförbindelser med resten av Chile och fram till 1940-talet var Chaitén en liten utpost vars enda förbindelse med omvärlden var en månatlig båtförbindelse. Chile beslutade 1976 att påbörja arbetet med Camino Longitudinal Augusto Pinochet (även känd som Ruta 7 eller Carretera Austral) som idag förbinder Chaitén med Puerto Montt och resten av Chile norrut, och som söderut fortsätter ända ned till Villa O'Higgins i Región de Aysén.
Den nya vägen och närheten till nationalparken Parque Pumalín gjorde att expanderade och en turistindustri växte fram. Vid tiden för vulkanutbrottet hade staden regelbundna båtförbindelser med Puerto Montt och Quellon på ön Chiloé samt en egen flygplats, Chaitén Airport.

### Chaltén 2008
Bilder från Chaltén tagna i januari 2008, knappt fyra månader före vulkanutbrottet.

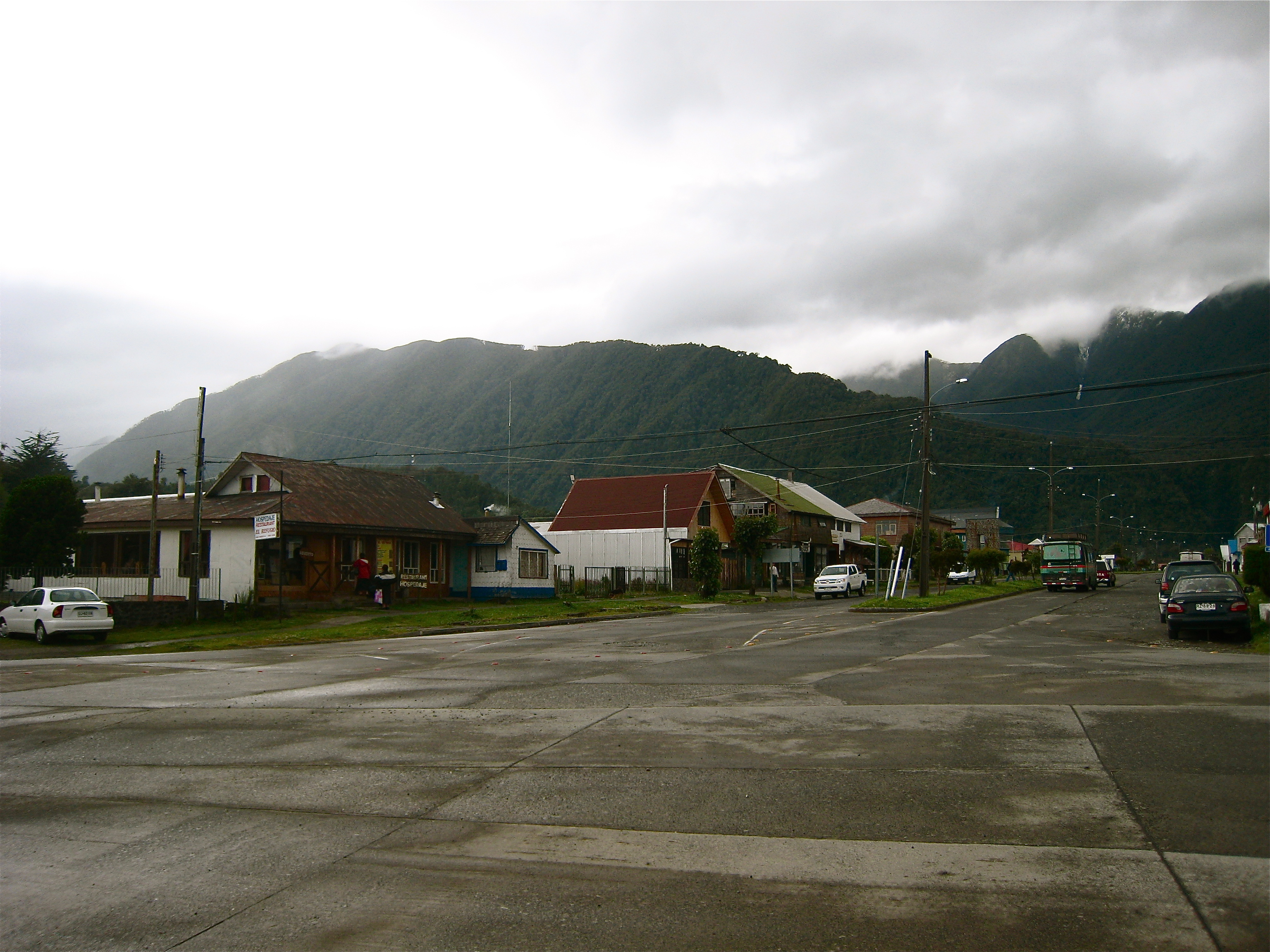
Gatubild
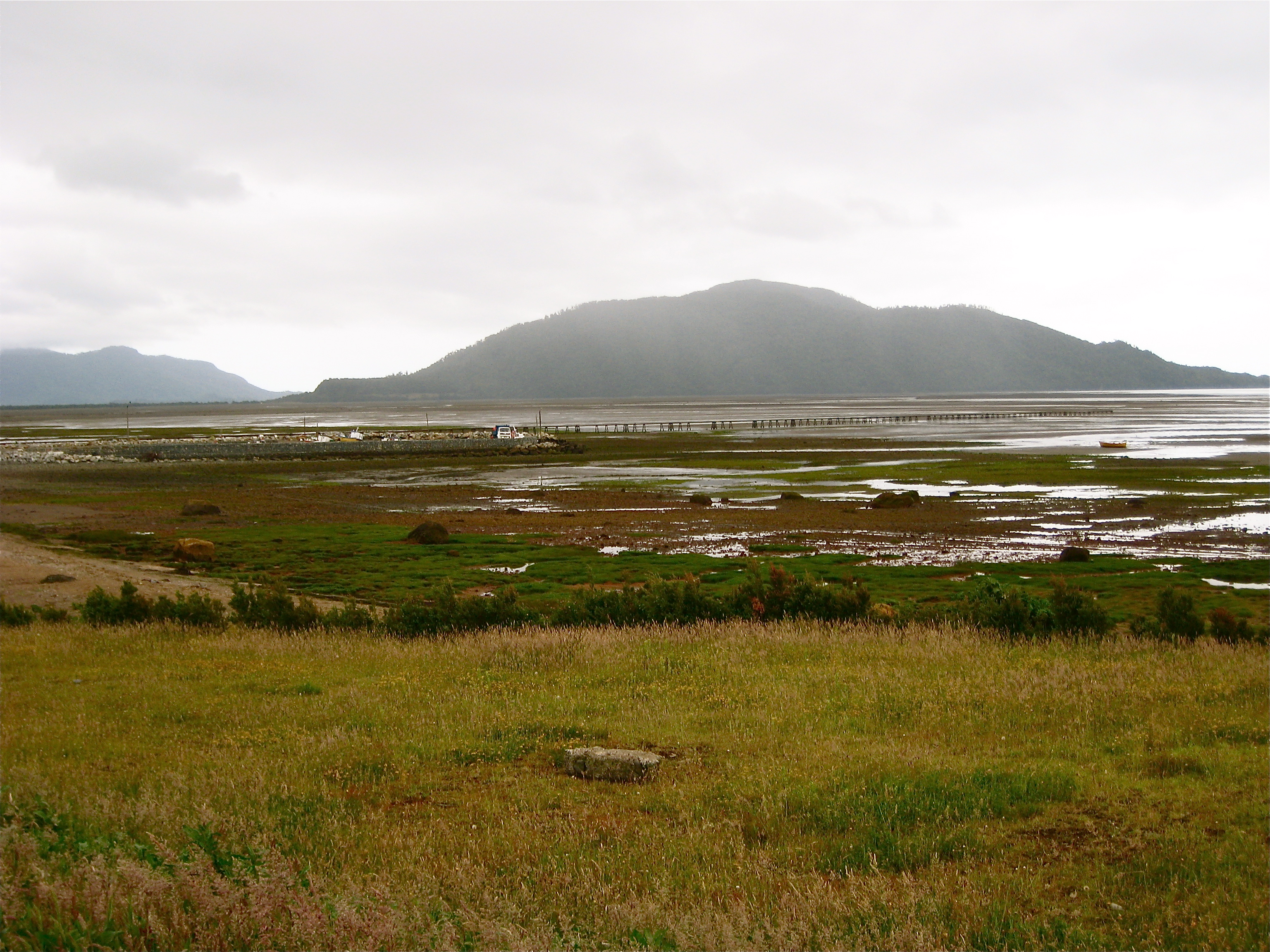
Fiskhamnen vid lågvatten
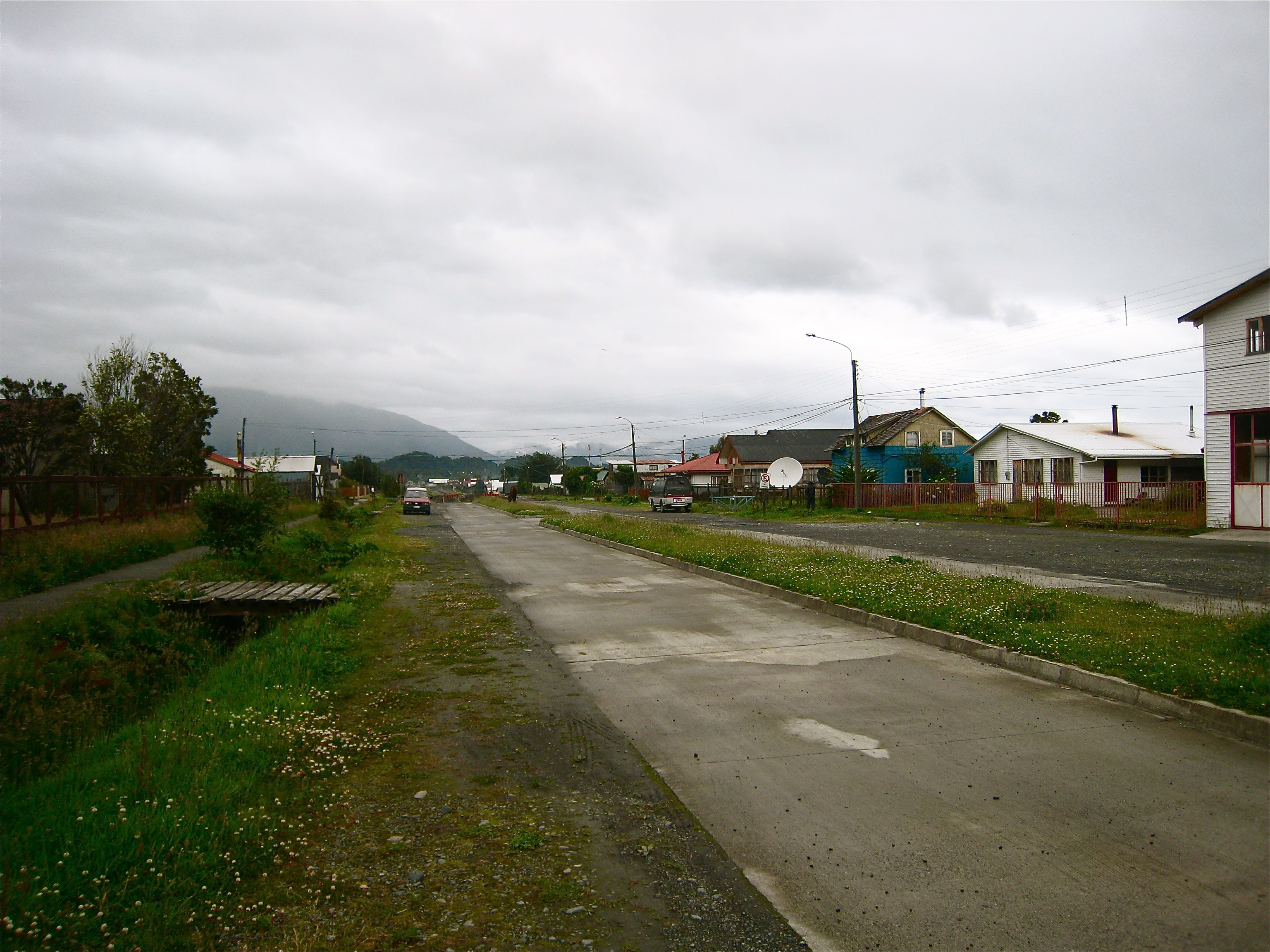
Gatubild

## Vulkanutbrottet och evakueringen
Staden evakuerades i början av maj 2008 efter att vulkanen Chaitén den 2 maj hade fått sitt första utbrott på 9000 år. Utbrottet blev mer våldsamt den 5 maj, och staden översvämmades den 12 maj när lavafloder från utbrottet dämde upp floden och gav den en ny riktning genom staden.

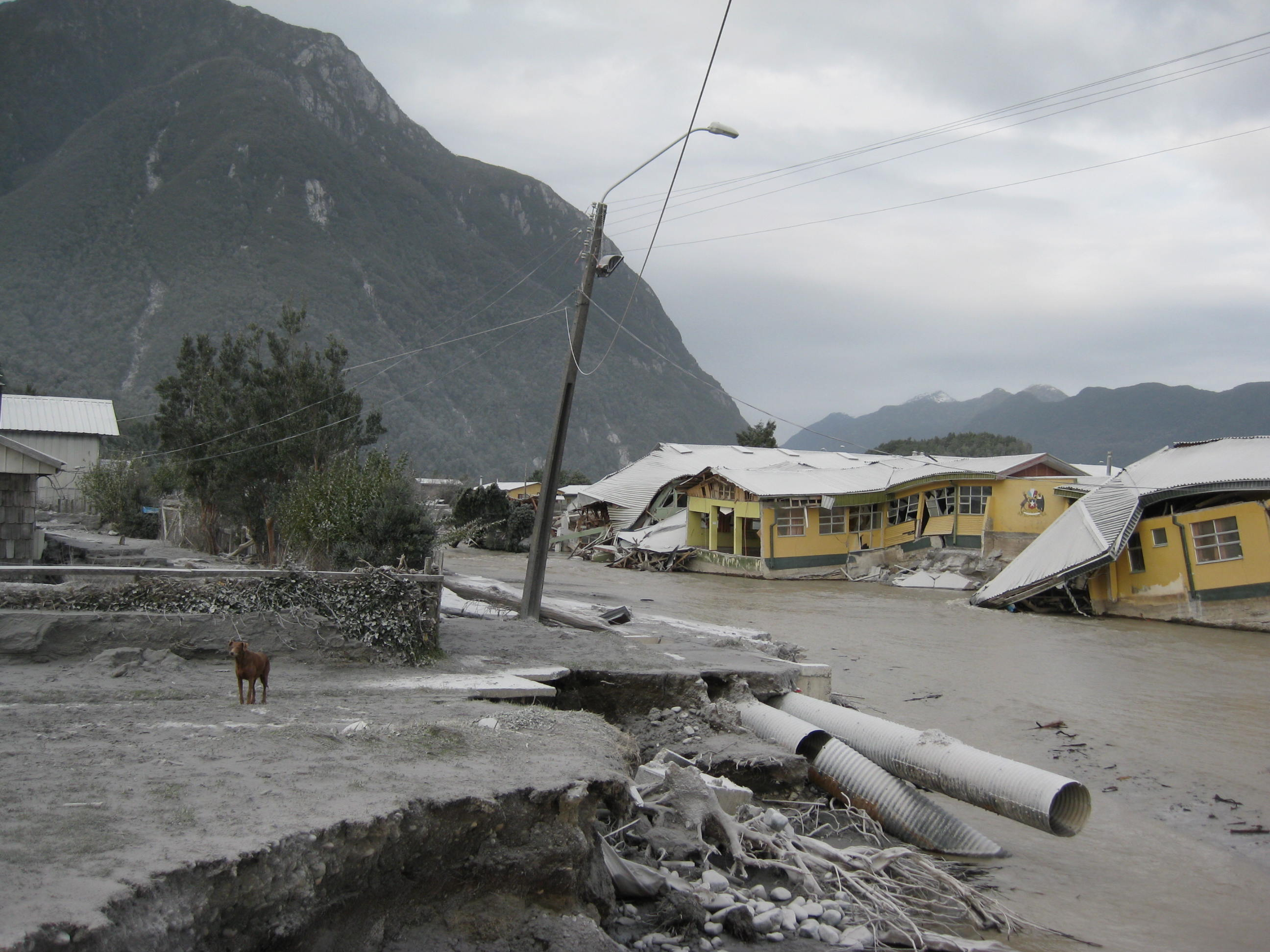
Chaitén i juni 2008.
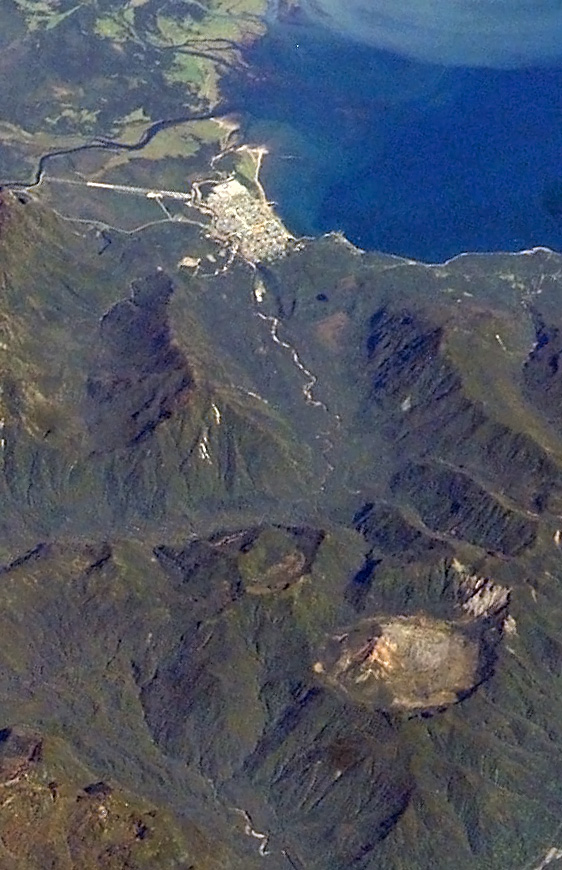
Satellitbild från 2003 med staden överst och vulkanen nederst i bild.
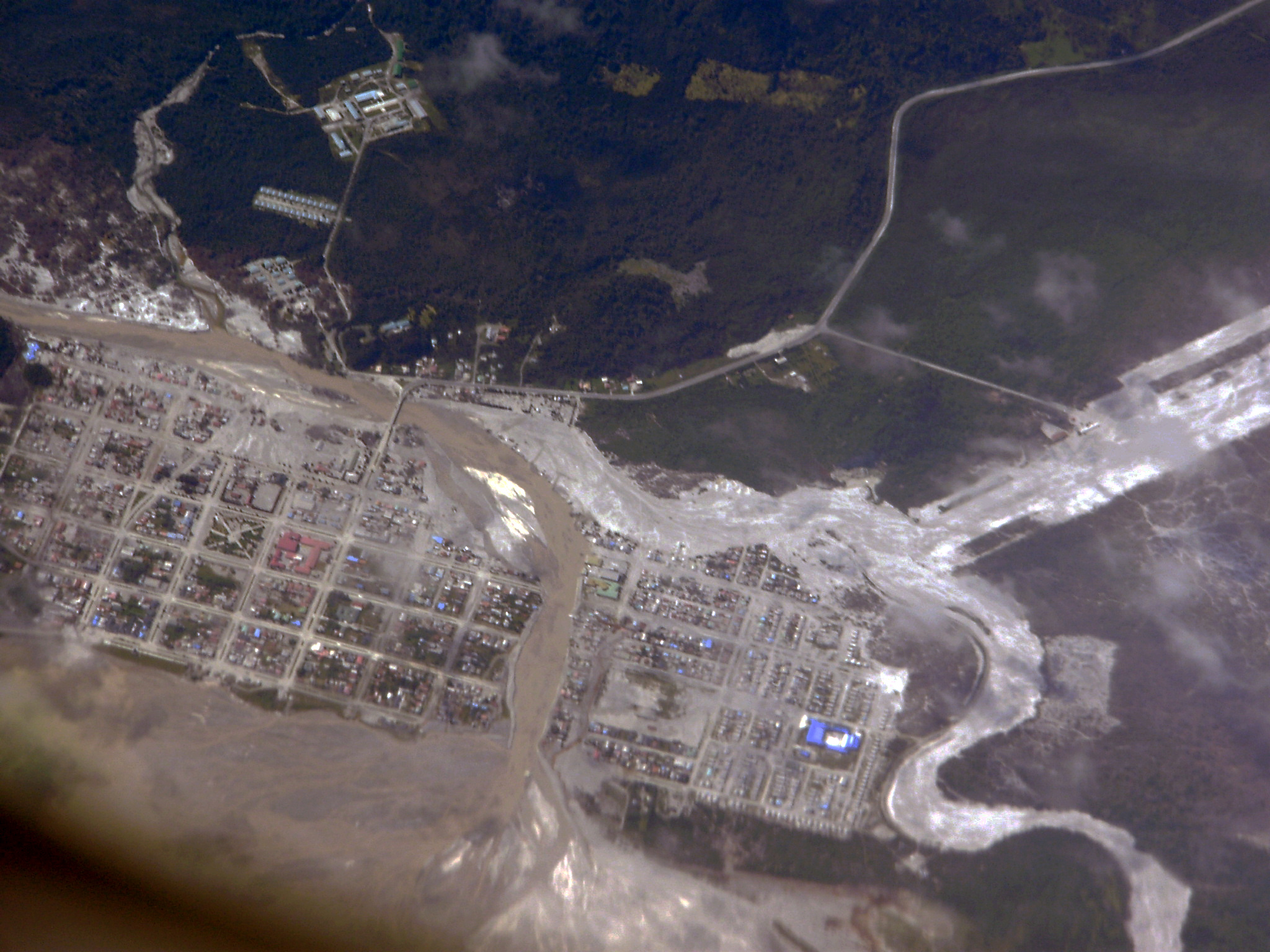
Chaitén i februari 2009.